# Meilhac
Meilhac é uma comuna francesa na região administrativa da Nova Aquitânia, no departamento de Alto Vienne. Estende-se por uma área de 14,84 km². Em 2010 a comuna tinha 534 habitantes (densidade: 36 hab./km²).